# Панофтальміт
Панофтальміт — гостре гнійне запалення всіх оболонок очного яблука внаслідок інфікованого поранення ока, рідше — метастатичної офтальмії.  Воно може бути викликане інфекцією, зокрема протеобактеріями роду Pseudomonas, такими видами як Pseudomonas aeruginosa, Clostridium,, а також грибами also fungi.

## Лікування
Сульфаніламідні препарати, антибіотики; у важких випадках - видалення ураженого очного яблука.